# Sanguié
Sanguié is een van de 45 provincies van Burkina Faso. De hoofdstad is Réo.

## Geografie
Sanguié heeft een oppervlakte van 5.178 km² en ligt in de regio Centre-Ouest.
De provincie is onderverdeeld in 9 departementen: Dassa, Didyr, Godyr, Khyon, Kordie, Pouni, Réo, Tenado en Zawara.

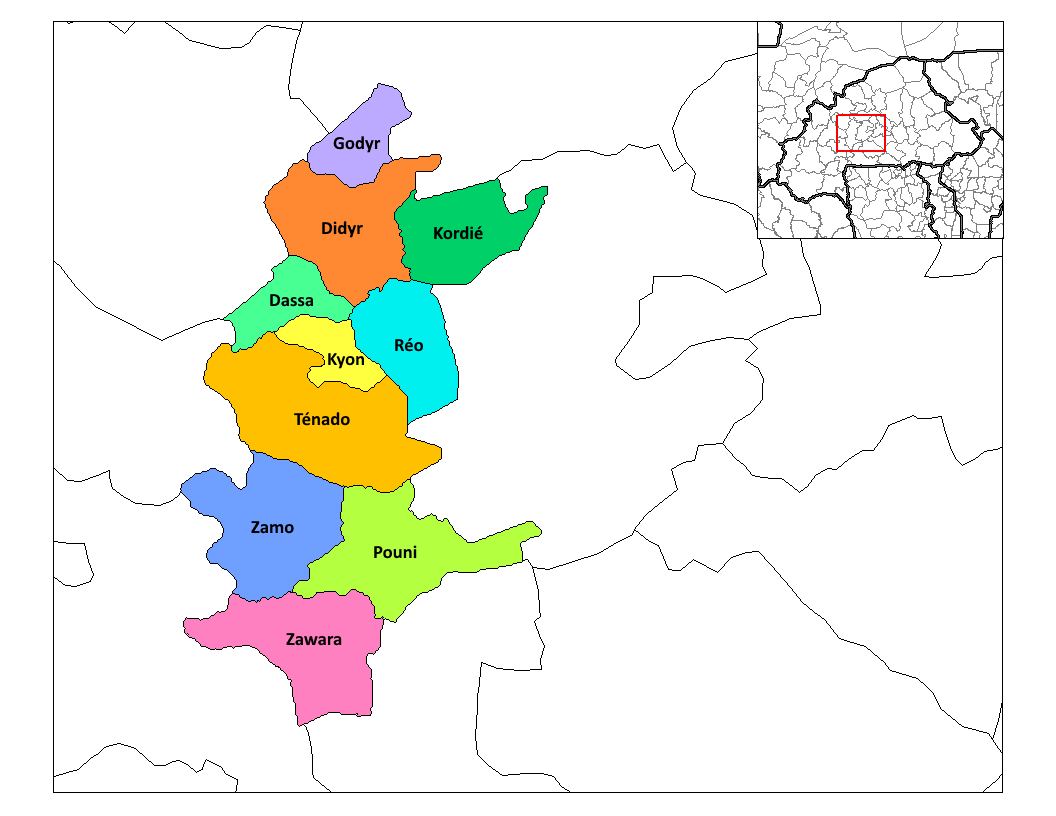
Departementen van Sanguié

## Bevolking
In 1997 leefden er 249.169 mensen in de provincie. In 2019 waren dat er naar schatting 391.000.
Balé · Bam · Banwa · Bazéga · Bougouriba · Boulgou · Boulkiemdé · Comoé · Ganzourgou · Gnagna · Gourma · Houet · Ioba · Kadiogo · Kénédougou · Komondjari · Kompienga · Kossi · Koulpélogo · Kouritenga · Kourwéogo · Léraba · Loroum · Mouhoun · Nahouri · Namentenga · Nayala · Noumbiel · Oubritenga · Oudalan · Passoré · Poni · Sanguié · Sanmatenga · Séno · Sissili · Soum · Sourou · Tapoa · Tuy · Yagha · Yatenga · Ziro · Zondoma · Zoundwéogo